# 大日本帝国憲法第19条
大日本帝国憲法第19条（だいにほん/だいにっぽん ていこくけんぽう だい19じょう）は、大日本帝国憲法第2章にある、公務就任権を保障した条項である。
江戸時代、公務・軍務は世襲の特権階級である諸侯・武士に独占されるという不平等が行われていたが、明治維新により、身分制度が再編された結果、国民すべてがひとしく公務・軍務に就任する権利を有することになった。これは維新による美果である、と半官撰の註釈書『大日本帝国憲法・皇室典範義解』は書いている。

## 現代風の表記
日本臣民は、法律及び命令の定めるところの資格に応じ、均しく文武官に任じられ、及びその他の公務に就くことができる。

## 参照
- 日本国憲法第14条